# WordPad
WordPad — текстовый процессор, входящий в состав Microsoft Windows, начиная с Windows 95. Обладает большим набором инструментов, чем Блокнот, но не достигает уровня полноценного текстового процессора вроде Microsoft Word, МойОфис Текст или LibreOffice Writer. WordPad представляет собой эволюционировавшую версию программы Windows Write из Windows 1.0.
Поддерживает форматирование и печать текста, включая шрифты, жирное и наклонное начертание, цвета, центрирование, и т. д., но не имеет таких функций, как проверка орфографии, управление разбивкой на страницы, создание таблиц.
В Windows 7 немного видоизменился и получил ленточный интерфейс Ribbon.
Поддержка Юникода добавлена в версии для Windows XP.
В сентябре 2023 Microsoft объявила, что больше не обновляет WordPad — в будущих обновлениях Windows он будет удалён, взамен его Microsoft рекомендует использовать Блокнот, и в предварительной сборке Windows 11 (канал Canary, Bulid 26020) WordPad был удалён.

## Поддерживаемые форматы
Предшественник WordPad, редактор Write, сохранял файлы в собственном формате .wri. Ранние версии WordPad также позволяли открывать файлы в этом формате, позже поддержка .wri была удалена (из современных текстовых редакторов данный формат файлов поддерживается LibreOffice).
Собственного формата файлов WordPad не имеет. Фактически основным форматом, используемым этим редактором, является формат RTF. Кроме того, вплоть до Windows XP (включительно) WordPad поддерживал также формат .doc (Word 6.0 — 2003), однако лишь в той степени, в какой позволяли возможности этого редактора; в версии для Windows XP возможность сохранения файлов в формате .doc отсутствует (только .txt и .rtf).
В Windows 95, 98 и 2000 WordPad использовал Microsoft's RichEdit control версий 1.0, 2.0 и 3.0, соответственно. С Windows XP SP1 по Windows 7 — RichEdit 4.1.
Версия WordPad, входящая в состав Windows 7, 8, 8.1, 10 и 11 поддерживает работу с новыми форматами документов — Office Open XML (.docx) и OpenDocument (.odt).